# Langohrigel
Die Langohrigel oder Ohrenigel (Hemiechinus) sind eine Gattung mit zwei Arten aus der Familie der Igel (Erinaceidae). Sie leben im nördlichen Afrika und im westlichen und zentralen Asien.

## Merkmale

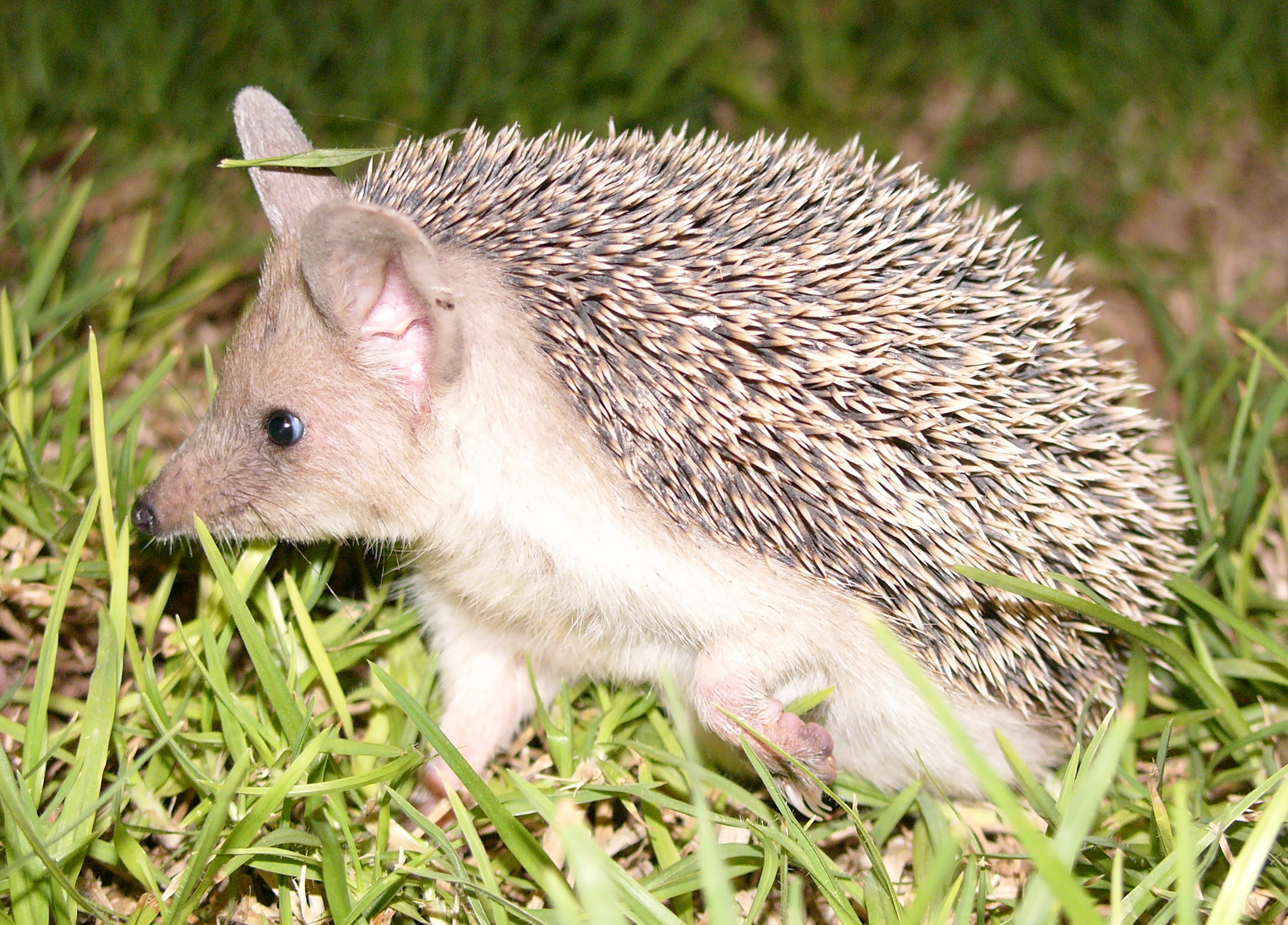
Eigentlicher Langohrigel (Hemiechinus auritus)

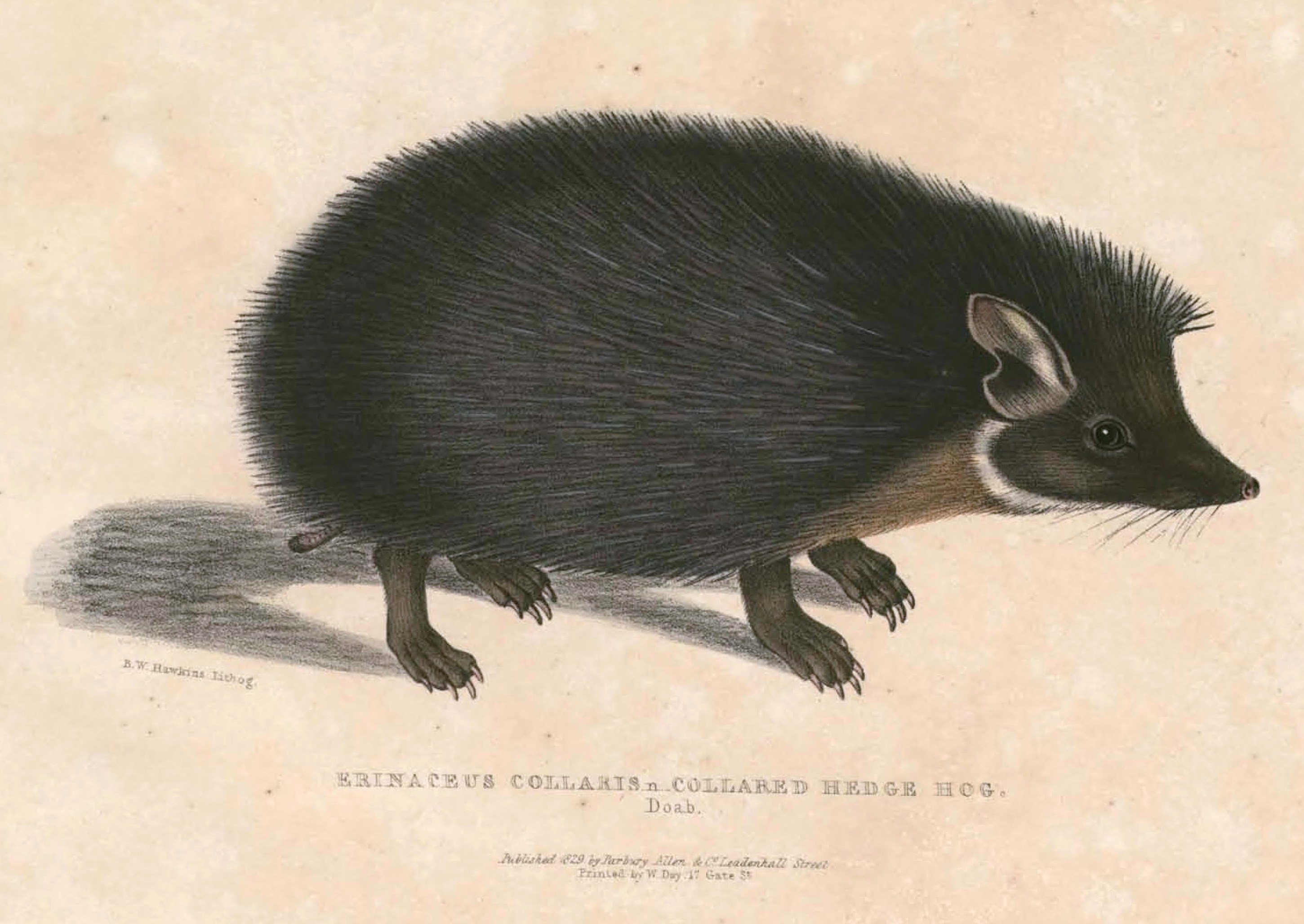
Indischer Langohrigel (Hemiechinus collaris)

Die Langohrigel sind durch ihre großen, herausragenden Ohren gekennzeichnet, die sich sonst bei keinen anderen Igeln finden. Diese dienen einerseits der Hitzeregulierung und sorgen auch für ein ausgezeichnetes Gehör bei der Beutesuche. Die Stacheln dieser Tiere sind braun-weiß gebändert, das übrige Fell ist meist weiß gefärbt. Die Tiere erreichen eine Kopf-Rumpf-Länge von 12 bis 27 Zentimetern, der kurze Schwanz ist einen bis fünf Zentimeter lang.

## Lebensweise
Langohrigel bewohnen trockene Habitate wie Wüsten oder Steppen. Wie alle Stacheligel sind sie nachtaktive Einzelgänger. Tagsüber ziehen sie sich in selbstgegrabene, bis zu einem halben Meter lange Baue zurück; manchmal benutzen sie auch die Baue anderer Tiere. Obwohl ihre Stacheln die Tiere gegen Fressfeinde schützen, können sie auch schnell laufen und legen bei ihren nächtlichen Streifzügen bis zu neun Kilometer zurück. In manchen Regionen halten sie einen bis zu drei Monate langen Winterschlaf.

### Nahrung
Langohrigel ernähren sich in erster Linie von Insekten, beispielsweise Heuschrecken und Käfern. Daneben nehmen sie auch kleine Wirbeltiere (unter anderem Echsen) und pflanzliches Material zu sich. Durch ihren trockenen Lebensraum bedingt können sie aber längere Zeit ohne Essen und Trinken auskommen.

### Fortpflanzung
Über die Fortpflanzung der Langohrigel ist wenig bekannt. Einmal im Jahr bringt das Weibchen nach fünf- bis sechswöchiger Tragzeit ein bis vier Jungtiere zur Welt. Diese sind zunächst blind und haben weiche Stacheln. Nach zwei Wochen ist ihr Stachelkleid voll ausgeprägt, die Entwöhnung dürfte nach einigen Wochen stattfinden.

## Die Arten
- Der Eigentliche Langohrigel (Hemiechinus auritus) kommt von Libyen und Ägypten über Kleinasien und Arabien bis Zentralasien und in die Mongolei (Wüste Gobi) vor.
- Der Indische Langohrigel (H. collaris) bewohnt das Industal und angrenzende Gebiete in Pakistan und dem nördlichen Indien.

## Langohrigel und Menschen
Langohrigel werden manchmal als Heimtiere gehalten. In der freien Natur gelten beide Arten als häufig und nicht bedroht.
Tierschutzvereine lehnen die Haltung von Igeln in Gefangenschaft ab und begründen das mit hohen Ansprüchen an Pflege und Ernährung sowie einem starken Bewegungsdrang der Tiere, der bei einer Käfig- oder Terrarienhaltung auf ganz erhebliche Weise eingeschränkt werde.